# プリファブ・スプラウト
プリファブ・スプラウト (Prefab Sprout) はニューカッスル近郊ダーラム出身のパディ・マクアルーンを中心に結成され1982年にデビューしたイギリスのバンド。これまでに9枚のスタジオ・アルバムと2枚のベスト・アルバムを発表している。映画音楽やティン・パン・アレー周辺の作曲家達からの影響を伺わせるパディのソングライティングは高く評価されており、「ニュー・ウェイヴ以降に登場した最高のソングライターの一人」と評する評論家も多い。

## 来歴
1982年に自主制作盤「Lions In My Own Garden: Exit Someone」でデビューし、そのシングルはDJの John Peel が担当していたBBC Radio 1 の番組などで数多く放送され、CBS Records 傘下の Kitchenware Records が彼らに対して興味を持つ事に繋がり、1984年3月には Kitchenware Records からのデビュー・アルバム『スウーン』が発売された。そして、トーマス・ドルビーをプロデューサーに迎えセカンド・アルバムの『スティーヴ・マックイーン』が制作され、発売時にアメリカ国内だけは映画俳優のスティーヴ・マックイーンとの関連から『Two Wheels Good』とアルバム・タイトルを変える形でのリリースとなった。そして次作としてアルバム『プロテスト・ソングス』が制作されたが、リリースされずストックとなってしまった。
1988年に発売されたシングル「The King of Rock 'N' Roll」のヒットで商業的な成功を収め、全英チャートでは7位を記録し、唯一のTop 10以内にチャート・インした曲にもなった。この曲が収録されているアルバム『ラングレー・パークからの挨拶状』には多彩なゲストが参加していて、スティーヴィー・ワンダーはハーモニカで、ピート・タウンゼントはギターで参加している。プロデューサー陣でもトーマス・ドルビー、ジョン・ケリー、アンディ・リチャーズなど複数に及んだ。そして翌年1989年になってやっと『プロテスト・ソングス』が発売され陽の目を見た。
そして、トーマス・ドルビーの全面プロデュースの元制作されたアルバム『ヨルダン:ザ・カムバック』が1990年に発売され、バンドは頂点を迎える事となった。このアルバムには多彩な曲が収録されていて、様々な人物像を具現化するようなアプローチが採られていた。その対象となった人物とは、ハワード・ヒューズ (Howard Hughes)、ジェシー・ジェイムズ (Jesse James)、エルヴィス・プレスリー (Elvis Presley) らである。
バンドにとって初めてのグレーテスト・ヒッツ・アルバム『ア・ライフ・オヴ・サプライジズ』が1992年に発売。そこからシングル発売された「If You Don't Love Me」はアメリカでは数週間にわたりダンス・チャート「Hot Dance Club Play」のTop 10圏内に留まり大きなヒットとなった。
その後、ドラマーのニール・コンティが『ヨルダン:ザ・カムバック』の制作途中でバンドやプロデューサーとの歯車が合わなくなり、1992年に脱退。それからしばらくはバンド自体の活動に表立った動きが見られなくなり、アルバム制作も数年間行われなかったが、1997年にはアルバム『アンドロメダ・ハイツ』が7年振りのスタジオ・アルバムとして発売され、2000年にはイギリスで数カ所のツアーが組まれたが、ウェンディ・スミスは参加していなかった。
ベスト・アルバム『38 カラット・コレクション』が1999年に発売され、この時点をもってバンドは古巣のレーベルから離れる事となった。そして2001年には『The Collection』というタイトルで、それまでのアルバムをボックス・セット化した物がエピックから発売され、バンドにとっても1つのピリオドを迎え、ウェンディ・スミスも最初の子供の出産を機にバンドから離れる事になった。
その後、2001年にはアメリカの西部開拓時代をテーマにしたコンセプト・アルバム『ガンマン・アンド・アザー・ストーリーズ』が発売された。オフィシャル・サイトが2004年に閉鎖してしまったため、もはやプリファブ・スプラウトとしての活動はおろかアルバムは出ないかと思われていたが、2009年には『レッツ・チェンジ・ザ・ワールド・ウィズ・ミュージック』が発売され、この音源には『ヨルダン:ザ・カムバック』発売直後1993年当時の制作途中だったものが完成されて収録されている。

## メンバー
- パディ・マクアルーン / Paddy McAloon (ヴォーカル、ギター) 1957年6月7日（67歳）

楽曲の作詞作曲を手掛ける
- マーティン・マクアルーン / Martin McAloon (ベース) 1962年1月4日（63歳）

パディの実弟
- ウェンディ・スミス / Wendy Smith (（女性）ボーカル、ギター、キーボード) 1963年5月31日（61歳）

アルバム『Andromeda Heights』制作後に脱退
- ニール・コンティ / Neil Conti (ドラムス) 1959年2月12日（66歳）

アルバム『Steve McQueen』制作時に加入、1992年脱退
- マイケル・サーモン / Michael Salmon (ドラムス)

バンド設立時のメンバーで最初のドラマー、1984年1月に脱退。

## ディスコグラフィー

### アルバム
- スウーン / Swoon (1984)
- スティーヴ・マックイーン / Steve McQueen (1985)
- ラングレー・パークからの挨拶状 / From Langley Park to Memphis (1988)
- プロテスト・ソングス / Protest Songs (1989)
- ヨルダン:ザ・カムバック / Jordan: The Comeback (1990)
- アンドロメダ・ハイツ / Andromeda Heights (1997)
- ガンマン・アンド・アザー・ストーリーズ / The Gunman and Other Stories (2001)
- スティーヴ・マックイーン (レガシー・エディション) / Steve McQueen (Legacy Edition) (2007)
- レッツ・チェンジ・ザ・ワールド・ウィズ・ミュージック / Let's Change the World with Music (2009)
- クリムゾン/レッド / Crimson/Red (2013)

### 編集盤
- ア・ライフ・オヴ・サプライジズ / A Life of Surprises (1992)
- 38 カラット・コレクション / 38 Carat Collection (1999)

### シングル
- Lions In My Own Garden: Exit Someone (1982) 自主制作盤
- Don't Sing (1984)
- When Love Breaks Down (1984)
- Faron Young (1985)
- Appetite (1985)
- When Love Breaks Down (1985)
- Johnny Johnny (1986)
- Cars and Girls (1988)
- The King of Rock 'N' Roll (1988)
- Hey Manhattan! (1988)
- Nightingales (1988)
- The Golden Calf (1989)
- Looking for Atlantis (1990)
- We Let The Stars Go (1990)
- Jordan - The EP (1991)
- The Sound of Crying (1992)
- If You Don't Love Me (1992)
- All The World Loves Lovers (1992)
- Life of Surprises (1993)
- I Remember That (1993)
- A Prisoner of the Past (1997)
- Electric Guitars (1997)
- Where the Heart Is (1999)
- Cowboy Dreams (2001)
- Let There Be Music (2009)

### ビデオ/レーザーディスク
- ア・ライフ・オヴ・サプライジズ / A Life of Surprises

### パディ・マクアルーン、ソロ
- I Trawl the Megahertz (2003)

## 関連人物
- スティーヴィー・ワンダー
- ピート・タウンゼント
- トーマス・ドルビー
- ステファン・リプソン

## カバー
- Milder PS「Quoted Out of Context」（2013）*スウェーデンのジャズバンドによるカバーアルバム

## 参考資料
- Myths, Melodies & Metaphysics: Paddy McAloon's Prefab Sprout - ISBN 978-0-9558832-0-0
- 『プリファブ・スプラウトの音楽　永遠のポップ・ミュージックを求めて』発売日：2017年3月15日 出版社：DU BOOKS 著者：渡辺亨 ISBN 978-4-907583-97-2